# 白花杜鹃
白花杜鹃（学名：Rhododendron mucronatum）为杜鹃花科杜鹃花属下的一个种。

## 扩展阅读
- 維基物種上的相關：白花杜鹃